# Канхангад
Канхангад (англ. Kanhangad; малаял. കാഞ്ഞങ്ങാട) — город в округе Касарагод индийского штата Керала.

## География
Расположен на берегу Аравийского моря, в 28 км к югу от города Касарагод, на высоте 0 м над уровнем моря. Форт Бекал, один из крупнейших хорошо сохранившихся фортов Кералы, находится в 10 км к северу от города.

## Население
По данным переписи 2001 года население города составило 65 499 человек. Доля мужчин — 48 %, женщин — 52 %. Средний уровень грамотности — 78 % (83 % мужчин и 74 % женщин). Доля детей в возрасте до 6 лет — 12 %. Наиболее распространённый язык — малаялам, часть населения говорит на конкани, тулу и каннада.

## Экономика
Экономика Канхангада основана главным образом на сельском хозяйстве и рыболовстве. Основные с/х продукты региона — кокосы, рис, табак, имбирь, орехи кешью и чёрный перец.